# 170906 Coluche
A 170906 Coluche (ideiglenes jelöléssel 2004 XC41) a Naprendszer kisbolygóövében található aszteroida. M. Ory fedezte fel 2004. december 9-én.